# التفاح الأخضر (برنامج تلفزيوني)
التفاح الأخضر  برنامج يعرض على قناة إم‌ بي‌ سي 1، تُقدّمه الإعلامية المصرية هويدا أبو هيف ويتناول الجوانب الصحية المتعلقة بالعائلة العربية ويناقش موضوعات تهم المشاهدين. وقد تطورت فكرة البرنامج في الوقت الحالي بحيث أصبح مقاربًا لفكرة برنامج (بالإنجليزية: The Doctors) والذي يعرض على قناة إم بي سي 4، حيث تستضيف هويدا جمهورًا في الأستوديو ويشاركها في التقديم الدكتور جمال الكعبي للأجابة على تساؤلات المشاهدين حول بعض المواضيع التي تخص الصحة والتغذية.